# Цолакян, Феликс Хостегович
Фе́ликс Хосте́гович Цолакя́н (арм. Ֆելիքս Խոստեղի Ցոլակյան; 27 января 1952, село Неркин Джрапи Анийский район) — армянский государственный деятель, генерал-лейтенант (2010, генерал-майор с 1999 года). Министр по чрезвычайным ситуациям Армении с 2018 года.

## Биография
1969—1974 — исторический факультет Ереванского государственного университета.
1974—1976 — работал в индустриально-технологическом техникуме (г. Арарат).
1976—1980 — секретарь, второй секретарь райкома ВЛКСМ Араратского района Армянской ССР.
1980—1985 — оперуполномоченный, старший оперуполномоченный отделения КГБ (г. Горис, Армянской ССР).
1985—1991 — начальник отделения КГБ г. Ехегнадзор, Армянской ССР.
1991—1992 — заместитель председателя Ехегнадзорского райисполкома Армении.
1993—1996 — начальник отделения УНБ г. Масис, Армения.
1996—1997 — начальник Ширакского управления Службы национальной безопасности Армении.
1997—1999 — начальник Ереванского управления Службы национальной безопасности Армении.
1999—2003 — начальник Контрольного управления Аппарата президента Армении.
2003—2007 — начальник Налоговой службы при правительстве Армении.
С июля по ноябрь 2007 — советник президента Армении.
1 ноября 2007 — указом президента назначен заместителем директора Службы национальной безопасности при правительстве Армении.
7 марта 2013 — назначен губернатором Ширакской области.
2016—2017 — руководитель Контрольной службы президента Армении.
2 апреля 2017 года избран депутатом армянского парламента по избирательному округу № 11 от Республиканской партии Армении. Во время голосования за кандидатуру Никола Пашиняна на должность премьер-министра Армении Цолакян стал единственным депутатом от республиканцев, кто поддержал Пашиняна.

## Награды
- Медаль Анании Ширакаци (2005)
- Медаль «За заслуги перед Отечеством» II степени (2016)